# Tzeltals
Els Tzeltals són un dels principals pobles indígenes de Mèxic situats a la regió muntanyenca de Los Altos de Chiapas, Mèxic. Són un dels molts grups descendents dels maies; conservant una llengua que pertany a la branca oriental de les llengües maies. Cap al 2010 eren aproximadament uns 500.000 individus, el 34,41% de la població de Chiapas.

## Noms
Tzeltal és el nom amb què s'anomena a si mateix el poble indígena dels Tzeltals, de forma genèrica. Amb relació a la seva organització social, tenen altres formes d'anomenar-se: chajp-pal-cltajp (que vol dir "grups formant un raïm) per referir-se a la fratria de forma abstracta i, chajp (que vol dir grup) per referir-se al clan, també de forma genèrica.

## Llengua
El grup lingüístic maia occidental -part de la família lingüística macromaia- és predominant a Chiapas, les variacions del qual més comuns són el tzeltal i el tzotzil. Ambdues llengües són part de la subdivisió tzeltalan i estan molt relacionades entre si, s'estima que es començaren a separar al voltant de l'any 1200. Les dues llengües també estan relacionades a altres llengües maies occidentals de l'estat com el chontal de Tabasco, ch'ol, tojolabal, chuj, q'anjob'al, akatek, jakaltek i motozintlec. La llengua tzeltal es concentra en vint dels 111 municipis de Chiapas amb dos dialectes principals: l'oxchuc de les muntanyes i el bachajonteco de les planures. La majoria dels nens són bilingües, tot i que la majoria dels avis són monolingües tzeltal.

## Geografia
Els Tzeltals se situen a l'est de Mesoamèrica. El seu territori comprèn 18 quilòmetres de llarg per 12 d'ample. Aquest inclou part d'una vall, fet que fa que hi hagi molta diferència d'alçada. En alguns punts de la regió encara es conserven alguns trossos de bosc tropical.

## Història
Els tzeltal són descendents dels maies, qui foren una de les primeres i més extenses cultures de Mesoamèrica. Aquest grup va deixar al seu pas un gran nombre de jaciments arqueològics com Tikal i Palenque. A més, el conjunt lingüístic maia és un dels més grans dins de les llengües americanes.
Els espanyols van conquistar el territori maia a mitjan segle xvi, incloent el que actualment és l'estat de Chiapas. Van fundar la ciutat de San Cristóbal de las Casas, que estava a la vora del territori tzeltal i van sotmetre als indígenes al sistema d'encomana, obligant-los a pagar tribut. Des dels períodes colonial i postcolonial fins a la Revolució mexicana, aquest i altres grups indígenes van ser forçats a treballar en mines, molins i hisendes de l'Estat a canvi d'un sou deficient. Fins i tot durant el segle XX la marginació cultural i econòmica va romandre constant. Aquesta va culminar amb el moviment zapatista de 1994, on van participar els tzeltal i altres ètnies.
A mitjan segle xx, la població de l'estat i de la zona muntanyenca va créixer de manera significativa pel que els recursos locals ja no van ser suficients per al proveïment de tots. En 1930 molts tzeltals juntament amb altres indígenes i mestissos migraren de la zona muntanyenca cap a la selva Lacandona. Aquests immigrants van arribar a la jungla per desmuntar el bosc i poder conrear i criar bestiar. Actualment hi ha grups tzeltala a les regions planes convivint amb altres grups indígenes.

## Parentiu
Els Tzeltals tenen un sistema de parentiu de tipus omaha. És un sistema patrilineal en que el pare d'Ego, els seus germans i els cosins creuats masculins són anomenats pel mateix terme. De la mateixa manera, la mare i les seves germanes són anomenades igual. Els cosins paral·lels, al seu torn, són anomenats igual que els germans d'Ego.
S'organitzen per fratries, que al seu torn estan subdividides per clans. Cap d'aquestes formes d'agrupació esta territorialment localitzada. Dins els clans hi ha també els llinatges, que anomenen jun te kuil-mamil (que significa "un únic àvia-avi") i que solen comprendre unes tres generacions. La base del vincle d'aquests és que comparteixen una terra heretada que treballen segons les necessitats i capacitats de cada un (no sense disputes). La majoria dels membres d'un llinatge acudeixen a la tomba de l'avantpassat comú el dia dels morts per fer-li ofrenes a mode d'agraïment per la terra heretada. Tot i ser patrilineals, les dones en aquests casos acudeixen amb els seus germans i no amb els seus marits. Els Tzeltals no tenen una propietat comunitària de terres, ni tampoc obligacions recíproques; no s'esdevenen reunions entre els membres de cada grup.

## Cosmologia
Per als Tzeltals, tota persona consta de quatre sers: un cos (bak'etal), format per ossos i carn, i per altra banda tres ànimes (ch'ulel; ch'uleltik pel plural) que resideix dins el cor. Ch'ul, com a arrel morfològica, significa "lo altre", per tant entenem que la traducció de ch'ulel com a ànima no és literal sinó per il·lustrar el concepte. Una traducció literal de ch'ulel seria "lo altre del cos". Aquest "lo altre" té un caràcter sagrat, tant en la llengua tzeltal com en la tzotzil.
Aquest ch'ulel està compost per tres tipus d'éssers: 
- "L'au del cor", que resideix permanentment al cor de la persona i és igual en tots els éssers (amb una única diversitat entre gèneres); aquesta s'allibera amb la mort del cos.[3]
- El ch'ulel, que podem anomenar batz'il ch'ulel (ch'ulel genuí) per distingir-lo del terme més ample nomenat anteriorment; és una ombra amb forma humana que conté emocions de diversa mesura, atorgant un temperament o altre a les persones. En el ch'ulel s'origina el llenguatge i els som,nis són les seves experiències. Existeix de forma simultània dins la muntanya i a dins del cor. Amb la mort del cos, passa a algun punt de la profunditat de la terra tzeltal.[3]
- Per acabar hi ha els lab, un conjunt d'éssers de diversa condició. Se'n pot posseir des d'un fins a tretze; en el moment d'expirar del cos, els lab són transferits a un membre no nat de la fratria del donant, lligant així a través del temps als membres d'un mateix grup exogàmic.[3]

## Economia
L'agricultura és l'activitat econòmica bàsica dels tzeltal. Els cultius mesoamericans tradicionals com el blat de moro, fesols, carbassó i xili però també conreen altres varietats de cultius com el blat, camote, yuca, cotó, algunes fruites, altres vegetals i cafè. També crien porcs, rucs, bestiar i aus de corral. Els tzeltal que viuen en viles més grans tendeixen a especialitzar-se en la producció de bestiar, on els excedents són comercialitzats en el sistema del mercat regional. Aquest sistema està relacionat amb l'ampli sistema econòmic mexicà. Les artesanies consisteixen majorment en roba teixida i decorada amb tradicionals dissenys maies. Per a les dones l'article d'ús comú és el huipil; les bruses, estovalles i tovallons són utilitzats a la casa o venuts. Els millors tèxtils provenen de Tenejapa, Pantelhó, Larráinzar i Chenalhó. Tanmateix per a molts tzeltal l'ingrés d'aquests productes agrícoles i artesanals és insuficient per mantenir a les seves famílies, per la qual cosa també tenen treballs assalariats.

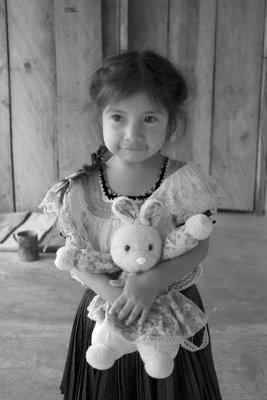
Nena tzeltal d'Amatenango